# Robert Moffat

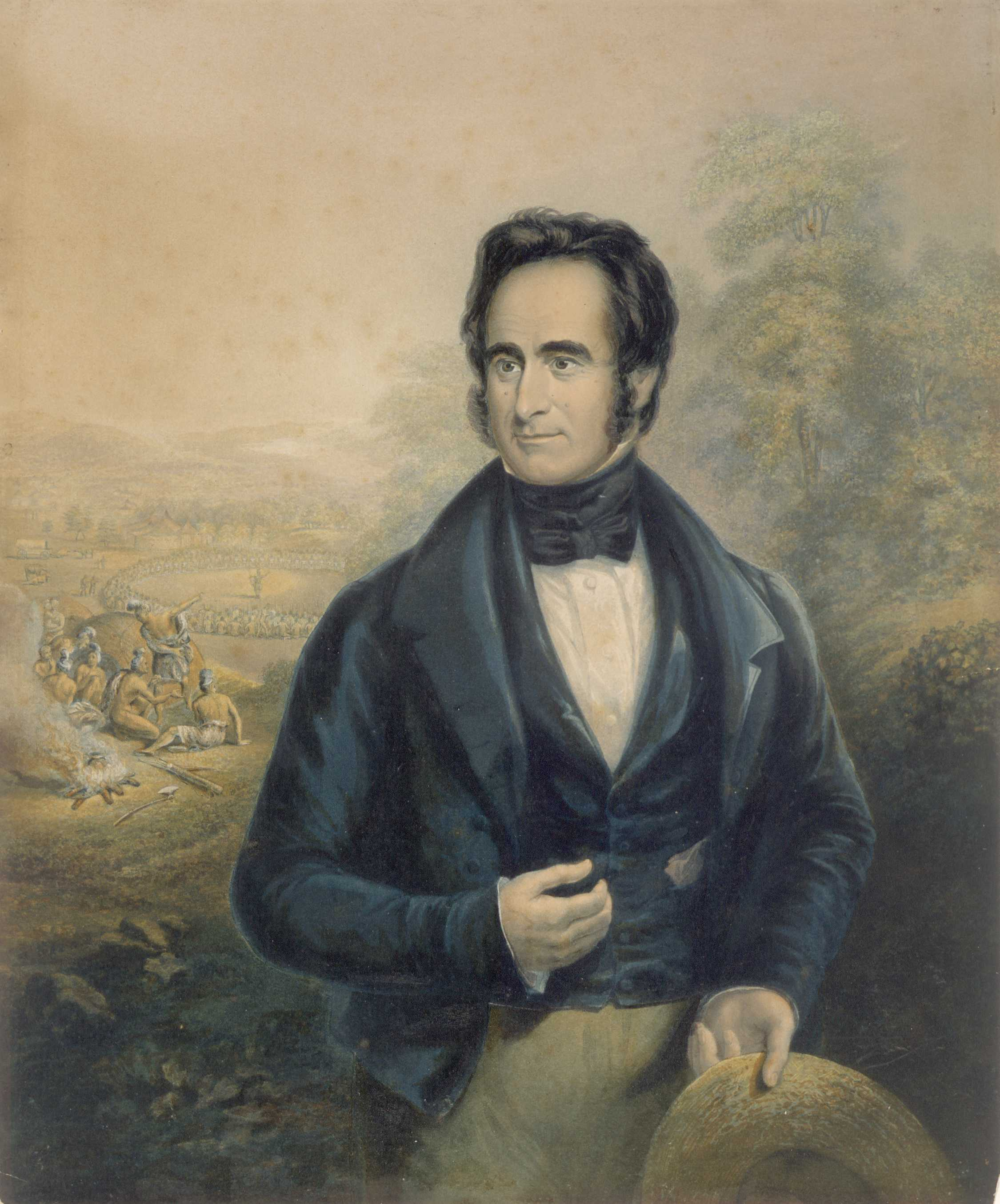
Robert Moffat porträtterad av George Baxter.

Robert Moffat, född 1795, död 1883, var en skotsk missionär verksam i Sydafrika och Bechuanaland. Han var svärfar till David Livingstone.
Moffat sändes 1816 av Londons missionssällskap till Sydafrika och vistades först ett år i Namaland, men bosatte sig sedan i Kuruman bland tswanafolket, där han verkade som missionär till 1870, då han återvände till Storbritannien. Från sin station gjorde han täta resor till angränsande trakter, norrut ända till matabelefolkets rike i nuvarande Zimbabwe. Han meddelade sina erfarenheter till Royal Geographical Society och i sitt arbete Missionary Labours and Scenes in South Africa (1842). Han översatte även hela Bibeln till setswana.
Hans son John Smith Moffat gav 1885 ut biografin Lives of Robert and Mary Moffat.